# 黃永祈
黃永祈，字持盈，福建建寧府建陽縣人，明朝官员。賜特用進士出身。
崇禎十三年以廷試貢生賜特用，弘光年間官禮部精膳司主事。